# Ranquelche
Ranquelche (Ranqueles; gente del cañaveral; narod trske), pleme američkih Indijanaca porodice Araucanian, nastanjeno u 18. i 19. stoljeću u argentinskim provincijama San Luis, Córdoba, Santa Fe i Buenos Aires. Ranquelche, među kojima je bilo i Mapuche ratnika, kao i kreola, nalazili su se pod vodstrvom poglavice Mariana Rosasa.
U vrijeme ustanka protiv trostrukog saveza (paragvajskog rata (1864-1870) između Paragvaja protiv Urugvaja, Brazila i Argentine) na strani su Felipea Varele. Pokoreni su tek 1880. godine u tzv. Akciji 'Osvajanje pustinje’. 
Danas njihovih potomaka u Argentini ima oko 4.500, a žive u provinciji La Pampa na rezervatu Colonia Emilio Mitre. U kolovozu 2007 vračeno im je 2.500 ha zemljišta u provinciji San Luis.

## Vanjske poveznice
- Una excursión a los indios ranqueles / 1870
- Una nueva excursión a los indios ranqueles  Arhivirana inačica izvorne stranice od 6. rujna 2005. (Wayback Machine)
- El destino de la comunidad ranquel  Arhivirana inačica izvorne stranice od 9. ožujka 2005. (Wayback Machine)
- Cuyo, Chile y el problema con los indios ranqueles y araucanos  Arhivirana inačica izvorne stranice od 26. siječnja 2007. (Wayback Machine)
- DATOS DE LA ENCUESTA COMPLEMENTARIA DE PUEBLOS INDIGENAS
- Pincen
- Indigenous Peoples of Patagonia (II)  Arhivirana inačica izvorne stranice od 3. lipnja 2019. (Wayback Machine)